# Pompierul Sam
Pompierul Sam (în engleză Fireman Sam, în galeză Sam Tân) este un serial britanic de televiziune pentru copii, animat, despre un pompier numit Sam, împreună cu colegii săi pompieri, precum și alti orășeni din orașul galez fictiv, Pontypandy. Ideea originală pentru spectacol a venit de la doi foști pompieri din Kent. Ei au luat ideea de la un artist / scriitor Rob Lee, care a dezvoltat conceptul de la ei. Conceptul final a fost apoi prezentat la S4C care a văzut potențialul din serie.

## Plot
Pompierul Sam a apărut pentru prima dată în Țara Galilor pe S4C în 1985 și mai târziu, în limba engleză, pe BBC1 în 1987. Seria originală sa terminat în 1994, dar o nouă serie care a extins distribuția caracterului, a început în 2008. Seria a fost de asemenea prezentată, în galeză, în Scoția, unde a fost cunoscută sub numele de Sam Smalaidh. Seria a fost vândută în peste 40 de țări, din Australia până în Norvegia și este utilizat în Marea Britanie pentru a promova siguranța împotriva incendiilor.

## Impact
În 1996, o producție de etapă, a fost transformată într-o funcție -  Pompierul Sam în acțiune, este lansat pe BBC video.
Pompierul Sam a fost recent adaptat într-un show live de teatru muzical, care a început să facă turnee în Marea Britanie, în iunie 2011.
Noua serie s-a difuzat pe CBeebies.
Spectacolul a fost difuzat în limba engleză și galeză, în același timp, dar, pe două canale diferite - în limba engleză pe BBC, în Țara Galilor pe S4C. Titlul show-ului în galeză este "Sam Tan", ceea ce înseamnă mot-par-mot "Foc Sam". Genericul (exclusiv versurile) și personajele sunt la fel.
Companiiile de producție a show-ului au fost Films Bar și Siriol Productions (2002-prezent), și distribuitorii săi au fost British Broadcasting Corporation (BBC), și Sianel 4 Cymru (S4C).
În 2009, Pompierul Sam a făcut echipă cu peste 100 de personaje animate, cum ar fi Big Chris (de la Roary, Bolidul de curse), Bagpuss, Poștașul Pat, Peppa Pig, Bob Constructorul, Angelina Ballerina: Următorii pași, Ben 10, Thomas si prietenii sai și SpongeBob SquarePants pentru copiii aflați în dificultate. A fost pus împreună cu Peter Kay.
În 1988, seria a fost nominalizată pentru un premiu BAFTA TV pentru cel mai bun serial animat scurt. Potențialii beneficiari au fost Ian Frampton și John Walker.

## Difuzarea în România
Serialul a fost început pe Minimax. În memorialul lui Ion Abrudan care avea vocea lui Ofițerul Steele, s-a mutat pe Boom HOP! și JimJam.

## Persoanje
Pompieri
- Pompierul Samuel "Sam" Peyton-Jones  el este eroul orașului PontyPandy
- Pompierul Elvis Cridlington - el este cel mai neîndemânatic pompier
- Pompierul Penny Morris - ea este singura fată din echipajul pompierilor
- Ofițerul Steele - el este ofițerul stației de pompieri
- Pompierul Auxiliar Trevor Evans - el este un pompier auxiliar din brigadă

Persoanje Miniore
- Dilys Price
- Bella Lasagne
- Helen Flood